# Kappa Andromedae b
kappa Andromedae b – masywna planeta pozasłoneczna typu gorący jowisz odkryta w 2012.

## Odkrycie
Planeta została odkryta przez japoński Teleskop Subaru znajdujący się na Hawajach, w ramach programu Strategic Explorations of Exoplanets and Disks with Subaru (SEEDS). Naukowcy działający w SEEDS zbierają dane obserwacyjne w zakresie promieniowania podczerwonego dotyczące młodych gwiazd z nadzieją na odkrycie krążących wokół nich planet. Stosunkowo młode gwiazdy stanowią atrakcyjny cel do bezpośredniej obserwacji ich systemów planetarnych ponieważ ich potencjalne, młode planety nadal posiadają znaczne ilości ciepła wytworzone w procesie ich powstania i są łatwiejsze w obserwacji. 
Planeta kappa Andromedae b orbituje wokół gwiazdy kappa Andromedae, której wiek wynosi około 30 milionów lat (ok. 0,7% wieku naszego Układu Słonecznego). Gwiazda należy do typu widmowego B9, położona jest w gwiazdozbiorze Andromedy i oddalona o około 170 lat świetlnych od Ziemi. Gwiazda jest widoczna gołym okiem z Ziemi.

## Właściwości fizyczne
Planeta należy do typu gorących jowiszów, jej masa wynosi około 12,8 masy Jowisza. Oddalona jest od macierzystej gwiazdy o 55 j.a., jej temperatura wynosi około 1400 °C. Widziana gołym okiem miałaby jasnoczerwony kolor. Według standardowego modelu powstawania planet, masa kappa Andromedae b znajduje się bardzo blisko masy granicznej, przy której tworzą się już nie planety, ale brązowe karły.